# Novi Grad (BiH)
Novi Grad, prije Bosanski Novi, općina i grad u Bosni i Hercegovini. Općina ima ukupno 48 naselja od kojih je jedno naselje gradsko, četiri su naselja mješovitog tipa, a ostalo su seoska naselja.
Općina se nalazi u entitetu Republici Srpskoj.

## Zemljopis
Novi Grad smješten je na ušću rijeke Sane u Unu, na važnom križanju puteva iz Panonske nizine prema planinsko-kotlinskom području dinarskog planinskog sustava. Leži  na nadmorskoj visini od 122 metra, na desnoj obali Une i na obje strane rijeke Sane, bolje rečeno na dvije geomorfološke cjeline: u aluvijalnim dolinama Une i Sane i brežuljkastim padinama Grmeča i Kozare.
Površina urbanog područja grada iznosi 13,3 km2, a ukupna površina katastarske općine 26,5 km2. Na sjevepozapadu graniči tokom rijeke Une s Hrvatskom, a na jugu i jugozapadu sa seoskim naseljima Rudice, Čađavica i Crna Rijeka. Na istočnoj strani sa selima Maslovare, Blagaj, Suhaca, Hozići, Gornji Agici, Japra i Blagaj Rijeka, a sa sjevera sa selima Poljavnice i Mazić.
Od 1895. grad se nazivao Bosanski Novi. Vlasti Republike Srpske su odlučile preimenovati sva mjesta koja imaju pridjev "bosanski",[nedostaje izvor] pa je tako Bosanski Novi ponovo postao Novi Grad. 

## Stanovništvo
Po službenom popisu stanovništva iz 1991. godine općina Bosanski Novi imala je 41.665 stanovnika, raspoređenih u 60 naselja.
| Stanovništvo općine Bosanski Novi |                  |                  |                  |
| godina popisa                     | 1991.            | 1981.            | 1971.            |
| Srbi                              | 25.101 (60,24 %) | 25.098 (59,55 %) | 28.328 (68,73 %) |
| Muslimani                         | 14.040 (33,69 %) | 11.745 (27,87 %) | 11.625 (28,20 %) |
| Hrvati                            | 403 (0,96 %)     | 458 (1,08 %)     | 640 (1,55 %)     |
| Jugoslaveni                       | 1557 (3,73 %)    | 4428 (10,50 %)   | 366 (0,88 %)     |
| ostali i nepoznato                | 564 (1,35 %)     | 413 (0,98 %)     | 257 (0,62 %)     |
| ukupno                            | 41.665           | 42.142           | 41.216           |

#### Bosanski Novi (naseljeno mjesto), nacionalni sastav
| Bosanski Novi      |                |                |                |
| godina popisa      | 1991.          | 1981.          | 1971.          |
| Muslimani          | 6831 (50,27 %) | 5211 (42,76 %) | 5520 (56,04 %) |
| Srbi               | 5121 (37,68 %) | 3900 (32,00 %) | 3610 (36,65 %) |
| Hrvati             | 187 (1,37 %)   | 217 (1,78 %)   | 287 (2,91 %)   |
| Jugoslaveni        | 1117 (8,22 %)  | 2647 (21,72 %) | 308 (3,12 %)   |
| ostali i nepoznato | 332 (2,44 %)   | 211 (1,73 %)   | 124 (1,25 %)   |
| ukupno             | 13.588         | 12.186         | 9849           |

#### Demografska povijest
Prije Drugog svjetskog rata na području kotara Bosanskog Novog, postojalo je i naselje Dombrava, čije se je stanovništvo nakon rata preselilo u Poljsku. Ovo je kolonističko naselje iz austro-ugarskog razdoblja po popisu stanovništva iz 1931. godine imalo 340 stanovnika i to:
- Poljaci – 272 (80,00 %)
- Malorusi – Ukrajinci – 68 (20,00 %)

## Naseljena mjesta
Ahmetovci, Blagaj Japra, Blagaj Rijeka, Blatna, Bosanski Novi, Cerovica, Crna Rijeka, Čađavica Donja, Čađavica Gornja, Čađavica Srednja, Ćele, Devetaci, Dobrljin, Donje Vodičevo, Donji Agići, Donji Rakani, Gornje Vodičevo, Gornji Agići, Gornji Rakani, Grabašnica, Hozići, Johovica, Jošava, Kršlje, Kuljani, Lješljani, Mala Krupska Rujiška, Mala Novska Rujiška, Mala Žuljevica, Maslovare, Matavazi, Mazić, Petkovac, Poljavnice, Prusci, Radomirovac, Rakovac, Rašće, Ravnice, Rudice, Sokolište, Suhača, Svodna, Trgovište, Vedovica, Velika Rujiška, Velika Žuljevica i Vitasavci.

## Povijest
Prostor Pounja u srednjem vijeku naseljavaju Hrvati i nalazi se u sastavu Hrvatskog Kraljevstva, a od 12. stoljeća je i dio Zagrebačke županije i biskupije,
Ovaj grad, u starom se vijeku se Castrum Novum. Šire područje grada bilo je naseljeno još u antičko doba o čemu svjedoče arheološka nalazišta u selu Donji Rakani i u dolini rječice Japre. 
 U Hrvatskom Kraljevstvu – do 1102. bio je u središnjem dijelu središnje starohrvatske župe Pseta ili Psata, čiji je stolni grad najvjerojatnije bila Krupa ili Pučenik pokraj Krupe (danas Bosanska Krupa. Kasnije nalazio se u vlasti jedne od najmoćnijih europskih plemićkih obitelji – grofova Babonića, onih istih kojima su pripadali Susedgrad i Medvedgrad pokraj Zagreba. Njihova imanja su se protezala od Krbavsko-modruške župe na jugu do Pešte na sjeveru Hrvatsko-ugarskog kraljevstva. A nalazio se pod upravom Krupe koja je bila u njihovom vlasništvu dok je nisu preoteli Frankopani i Zrinski. Babonjići su stolovali u Blagaju (mjestu gdje se blaguje) nedaleko Novog Grada, pa su i prozvani Babonićima grofovima Blagajskim. Jedan od njih je stolovao u Vodici (današnjem Vodičevu, južnije od Novog), pa je nosio pridjevak – Vodićki.

Grad se prvi put u dokumentima spominje 1217. godine. Prvo naselje nije moglo nastati na današnjem gradskom području jer je bilo izloženo ppščava,a rijeka Une i Sane. Grad je najprije nastao iz dva podgrada, Podnovi i Ustisana, ispod tvrdog kaštela knezova Babonića, koji je sagrađen radi kontrole riječnog i cestovnog prometa dolinama Une i Sane čije se ušće nalazi upravo ispod toga brda, gdje su prvi začeci Bosanskog Novog. Srednjovjekovni zemljovidi i stari dokumenti vrlo često spominju ovu utvrdu u raznim varijantama njegovog imena kao Novi Grad, Novo Kastro, Novigradec, Kastrum, Ujvar itd. Bio je to nevelik, ali u to doba hladnog oružja teško pristupačan grad. 

Širenje osmanske vlasti u 15. i 16. stoljeću natjerao je knezove Baboniće, koji su se radi svojih prostora u Blagaj Gradu prozivali blagajski, da se povežu s knezovima Zrinskim kako bi se ujedinili i suzbili napade Osmanskog carstva. Zahvaljujući zajedničkim naporima, ovi hrvatski velikaši su uspjeli 1483. godine nanijeti težak poraz osmanlijskoj vojsci.

Međutim, sloga domaćih velikaša bila je kratkog vijeka i samo je privremeno odgađala pad grada. Godine 1519. posljednji put na Kulskom brdu se spominje podgrad Ustisana. Još ranije je bio ugrožen Blagaj Grad smješten u dolini Sane, istočno od Bosanskog Novog na udaljenosti od 7 km. Osmanlije su 1537. godine definitivno zauzeli Blagaj Grad, iz njega protjerali posadu i postavili svoju. Negdje u to vrijeme pao je i Novi na Kulskom brdu, ali su Zrinski još krajem petnaestog vijeka izgradili Novi Novi na lijevoj obali Une, kod današnjeg Dvora da bi se dalje štitili od osmanlijskih prodora. To je usporilo nadiranje Osmanlija na zapad. Hrvatski vojnici su odoljevali napadima sve do 1556. godine, kada je poslije pada tvrđave Kostajnica osmanlijski vojskovođa, Malkoč-beg osvojio grad Novi 1557. godine.

Osvajanjem Novog Osmanlije su ovo utvrđenje pretvorili u važnu vojnu bazu za dalji prodor na Zapad. Izgrađen je most preko rijeke Une, a grad je vrlo brzo naseljen muslimanskim stanovništvom. Grad je ostao pod osmanskom vlašću sve do 1687. godine, kada ga je zauzela banska vojska Petra Erdődya. Muslimansko stanovništvo prebjeglo je preko Une u Bosnu i na prostoru ade Jelenice, danas gradski kvart Stari Grad, izgradilo tvrđavu od balvana, koja se nazivali Turski Novi.

Ta tvrđava je osvojena je samo jedanput 1788. godine, od strane austrijskog feldmaršala Ernesta Gideona Laudona, ali se poslije toga granica se vratila na Unu tako da su Osmanlije ostale u Novom sve do 1878. godine.
Godine 1878. prema odluci Berlinskog kongresa Novi je zajedno s ostatkom Bosne i Hercegovine pripao Austro-Ugarskoj. Okupacijske vlasti su 1894. godine do temelja porušile novsku tvrđavu, a njen materijal ugrađen je u razne javne i privatne objekte. 

Potomci grofovske obitelji Blagajskih su još u dvadesetom stoljeću živjeli u Beloj Krajini i iz svoje pismohrane dopustili Radoslavu Lopašiću prijepis listina iz kojih su uzeti ovi podatci (vidjeti knjigu Radoslav Lopašić: Bihać i Bihaćka Krajina u reprint-izdanju od stotoj obljetnici prvog izdanja – DINA (Dretarova informativno-novinska i izdavačka agencija), Bihać 1991.) U vrijeme pada Krupe pod Turke 1565. godine, jedina dva preživjela Krupljanina donose u Podove (Dvor na Uni i Novi) vijest o pogibiji vojvode Matije Bakića i padu Krupe od udara Kara-Mustafe-paše Sokolovića. Tad je Novi još bio u hrvatskoj vlasti i tek tada postao rubnim područjem između ugarskog kraljevstva i turskog carstva. 

Za vrijeme SFR Jugoslavije Bosanski Novi je bio najveće čvorište cestovnog i željezničkog prometa u Pounju u BiH .
Pavši pod Republiku Srpsku, ime mu je promijenjeno u Novi Grad.

## Poznate osobe
- Milan Stipić, hrv. grkokatolički svećenik, apostolski administrator Križevačke eparhije
- Džemal Mustedanagić, bivši nogometaš Dinama iz Zagreba
- Mustafa Arslanović, bivši nogometaš Dinama iz Zagreba
- Nermin Crnkić, nogometaš FK Sarajevo
- Esad Avdagić, magistar medicine, poznati kirurg na maksilofacijalnoj kirurgiji bolnice Sveti Duh u Zagrebu, potomak osnivača tvornice Sana (obitelj Avdagić-Daučehajić)
- Šemso Tanković, profesor na Ekonomskom fakultetu Sveučilišta u Zagrebu, osnivač SDA Hrvatske, zastupnik u Hrvatskom saboru 2003. – 2007. i 2008. – 2011.
- Mustafa Nadarević, poznati glumac – živio u Zagrebu
- Vlado Gotovac, poznati pjesnik i političar, proveo djetinjstvo u Novom Gradu
- Ante Budak, profesor na Medicinskom fakultetu u Zagrebu
- Ante Milinović, osnivač Zavičajnoga muzeja Bosanskoga Novoga, poslije u devedesetima voditelj Hrvatskoga bankovnog muzeja, autor brojnih povijesnih (znanstvenih) tekstova o Bosanskome Novom između ostalog i monografije s povijesnim tekstovima tvornice Sana, danas u mirovini priprema monografiju o Novom Gradu
- Radoslav Likar, magistrirao 1983., a doktorirao 2000. g. na Veterinarskom fakultetu u Zagrebu
- Miroslav Milinović, hrvatski pjesnik, živio i umro u Prelogu
- Lazar Drljača – slikar moderne srpske likovne umjetnosti prve polovine XX. stoljeća
- Mladen Oljača – srpski pisac. Najviše je prevođena Molitva za moju braću, koja je doživjela četrnaest izdanja; roman je objavljen u Poljskoj, Rumunjskoj, Italiji, Francuskoj, Zapadnoj Njemačkoj, Engleskoj, SAD-u, Švedskoj itd.
- Stojan Ćelić – srpski slikar i grafičar – spada u red poznatih slikara, grafičara i likovnih kritičara bivše Jugoslavije.
- Dragan Kolundžija – srpski pjesnik – zastupljen je u više antologija srpske poezije u zemlji i inostranstvu.
- Đoko Mazalić – srpski slikar – zvanje profesora slikarstva stekao u Budimpešti (Academy of Fine Arts) u klasi profesora T. Zempenzya.
- Ljubo Jandrić – srpski književnik – romani "Prah i pepeo", "Jasenovac", knjiga razgovora "S Ivom Andrićem"
- Milan Karanović – etnograf/kustos
- Drago Todić – geograf/znanstvenik
- Mladen Karan – srpski slikar – živi i radi u Firenci/Italija
- Oste Erceg – srpski slikar – živi i radi u Novom Gradu
- Izet Muhamedagić – ministar pravde RBiH – poginuo nakon što su snage tzv. SAO Krajine oborile helikopter bh delegacije kod Slunja

## Vanjske poveznice
- Bosanski Novi
- Bosanski Novi  Arhivirana inačica izvorne stranice od 1. siječnja 2010. (Wayback Machine)
- Portal Bosanski Novi  Arhivirana inačica izvorne stranice od 10. siječnja 2016. (Wayback Machine)
- Medžlis Islamske Zajednice Bosanski Novi

- 